# Mocca
Mocca – indonezyjski zespół indiepopowy, który swój styl muzyczny określa jako „inspirowany dźwiękami retro lat 70., z wpływami swingu, bossa novy, szwedzkiego popu i jazzu”. Został założony w 1999 roku w Bandungu.
W skład formacji wchodzą: Arina Ephipania – wokal, Riko Prayitno – gitara, Indra Massad – perkusja, Achmad „Toma” Pratama – gitara basowa. Rozpoznawalność zyskali wraz z wydaniem debiutanckiego albumu pt. My Diary w 2002 roku.
W 2008 r. grupa otrzymała nagrodę AMI (Anugerah Musik Indonesia) za utwór „The Best Things” (kategoria: najlepsze alternatywne dzieło produkcyjne). Ich utwór „Me & My Boyfriend” znalazł się na pozycji 150. w zestawieniu 150 indonezyjskich utworów wszech czasów, ogłoszonym na łamach miejscowego wydania magazynu „Rolling Stone”.